# The Ghost and Mrs. Muir
The Ghost and Mrs. Muir (br:Nós e o fantasma / pt: Mrs. Muir e o fantasma) é uma série de televisão dos Estados Unidos da América que foi ao ar de 21 de setembro de 1968 a 13 de março de 1970, num total de cinquenta episódios.

## Enredo
Após ficar viúva, e querendo reconstruir sua vida, a escritora de revista, Carolyn Muir (Hope Lange), muda-se com os filhos e a governanta para um chalé no litoral de Schooner Bay, o Chalé das Gaivotas.
Esta propriedade é assombrada pelo espírito de seu antigo dono, um marinheiro do século XIX, o Capitão Daniel Gregg (Edward Mulhare) que preza muito por sua privacidade e não aceita que os recém-chegados queiram fazer dela seu novo lar.
Todo este enredo se desenvolve de maneira cômica, com o Capitão tentando impedir, principalmente ao seu suposto descendente, Claymore (Charles Nelson Reilly), de fazer negócio com o seu imóvel.

## Elenco
- Edward Mulhare - Capitão Daniel Gregg
- Hope Lange - Carolyn Muir
- Charles Nelson Reilly - Claymore Gregg
- Harlen Carraher - Jonathan Muir
- Kellie Flanagan - Candace Muir
- Reta Shaw - Martha Grant

## Prêmios e indicações

### Prêmios
Emmy
- Melhor Atriz em Série de Comédia: Hope Lange (1969, 1970)

### Indicações
Globo de Ouro
- Melhor Estrela da TV: Hope Lange (1969)

 Emmy
- Melhor Série de Comédia: 1969
- Melhor Ator em Série de Comédia: Edward Mulhare (1969)
- Melhor Ator coadujuvante em Série de Comédia: Charles Nelson Reilly (1970)
- Melhor Edição: 1970

## Ligação Externa
- The Ghost & Mrs. Muir. no IMDb.